# 萊斯特 (喬治亞州)
萊斯特（英語：Lester）是位於美國喬治亞州米切爾縣的一個非建制地區。該地的面積和人口皆未知。

## 地理
萊斯特的座標為31°16′01″N 84°08′55″W / 31.26694°N 84.14861°W，而該地的平均海拔高度為46米（即151英尺）。